# Terremoto de Esmirna de 1653
El terremoto de Esmirna de 1653 ocurrió el 23 de febrero de 1653, con una magnitud estimada de 6,7 y una intensidad máxima sentida de X en la escala de intensidad de Mercalli.
El evento fue particularmente devastador porque desencadenó un tsunami, que causó más destrucción y víctimas a lo largo de la costa. El terremoto y sus consecuencias fueron documentados en registros históricos y han sido estudiados por sismólogos modernos para comprender mejor la actividad sísmica en la región.